# Ilebo (territorium)
Ilebo är ett territorium i Kongo-Kinshasa. Det ligger i provinsen Kasaï, i den centrala delen av landet, 600 km öster om huvudstaden Kinshasa.